# Angelo Spera
Angelo Spera (Tito, 5 novembre 1819 – Roma, 13 luglio 1902) è stato un magistrato, avvocato e politico italiano.

## Biografia
Avvocato a Potenza per gran parte della sua vita entra nell'ordine giudiziario all'indomani dell'insurrezione lucana, nominato giudice della Corte criminale di Basilicata nel periodo di transizione dei poteri, cumulando le cariche di direttore dell'Ufficio grazia e giustizia della Giunta centrale di amministrazione della Basilicata, membro del Comitato di sicurezza pubblica di Potenza e della Commissione dello Stato dei carcerati per il "residuo" di pena. Prosegue la carriera di magistrato nell'amministrazione italiana, in cui è stato sostituto procuratore generale presso la Corte d'appello di Napoli e Roma e primo presidente onorario di Corte d'appello.